# جرذ كنغري ثقيل الأرجل
جرذ كنغري ثقيل الأرجل (الاسم العلمي: Dipodomys gravipes) (بالإنجليزية: San Quintin Kangaroo Rat)‏ هو نوع من الحيوانات يتبع جنس الجرذ الكنغري من فصيلة الفئران المتغايرة.